# Darina
 (janvier 2023).
Le contenu est difficilement compréhensible vu les erreurs de traduction, qui sont peut-être dues à l'utilisation d'un logiciel de traduction automatique.
Darina Márquez Uribe est une compositrice, chanteuse, animatrice, politique, actrice et joueuse internationale mexicaine de football, née le 28 juillet 1980 à Pachuca, (État de Hidalgo, Mexique). Elle a fait ses débuts en tant qu'animatrice de radio et aussi bien que chanteuse en 1996; le novembre 2002, Darina a obtenu la première place du concours Operación Triunfo, (l'équivalent de Star Academy en France), elle est devenue la première gagnante d'un concours de télé-réalité en Amérique Latine. Darina S'est alternativement occupé comme actrice de doublage, et a développé une course aussi bien que productrice et directrice de documentaires, courts métrages et vidéos musicaux. Darina possède un rang vocal appelée Soprano .

## Biographie

### Jeunesse et début
Darina a commencé sa carrière dans le milieu sportif professionnel en 1994; et en alternant sa carrière de footballeur, l'auteure-compositrice-interprète a débuté dans les années 1990 en travaillant en Radio AM et Radio FM, ainsi que dans l'industrie musicale joins avec son duo/bande de pop-rock appelée "Sol & Luna (Soleil et Lune)", en se présentant en des stations de radio, tavernes et centres nocturnes dans la région centre de son pays natal, tant que recevait formation musicale dans Instituto Nacional de Bellas Artes y Literatura à Mexico; postérieurement après gagner Operación Triunfo, et jeter ses deux premières productions musicales (les deux certifiées double platine), Darina a représenté au Mexique dedans du concours international "WorldBest" (précédé par le "EuroBest"), lesquels sont célébrés au palais des festivals et des congrès de Cannes, en France, entre 2003 et 2004, triomphe parmi les 4 finalistes à niveau mondial, en alternant plateau avec des personnalités aussi bien que Phil Collins et Lionel Richie. Il a apporté les thèmes musicaux principaux pour des diverses chaînes internationales de milieux táles aussi bien que Disney, NBC, Televisa, Fox Sports ou Endemol, ainsi, a fourni la bande sonore pour télénovelas et Big Brother le Mexique.

### Carrière
Darina a été part de la production de La Voz le Mexique de la deuxième saison à la cinquième, je descends la licence de franchise en des mains de Televisa; alternadamente, a été embauchée pour être l'entraîneuse vocale officielle de La Voz Kids. À partir de son album début homónimo en 2003, l'auteure-compositrice-interprète a placé un nombre de succès dans les listes de popularité, en comprenant «Déjame Conmigo (Laisse-moi Avec moi)», «Víve (il Habite)», «Cansada (Fatiguée(», «No Sé (Ne Sois pas)», «Sin Coincidir (Sans Coïncider)», «Libertad (Liberté)» ou «De Corazón a Corazón, Inevitable (De Cœur à Cœur, Inévitable)», bas différentes sceaux discográficos, dont l'allemand BMG Ariola, l'espagnol Vale Music, Dara Prod. Et la sceau américaine Universal Music Group; incursionando en des divers genres tels aussi bien que le flamand, le rock, le bolero, le symphonique, le ranchero, le pop et le jazz entre autrui; en jetant un total de 4 albums en étude et un plus en vif, Acoustique '04, lequel est arrivé à la deuxième position des listes de ventes du Mexique en 2020, seulement surpassé par Future Nostalgia de Dua Lipa.
Dans le milieu sportif, en 1994, l'auteure-compositrice-interprète a été une des fondatrices de la première équipe femenil du Club de Futbol Tuzas du Pachuca; à l'âge de 15, s'incorpore aussi bien que membre de la Sélection De l'État d'Hidalgo et il postérieurement est convoquée à la Sélection Nationale Femenil dans la décennie des 1990s. Il est sponsor du Club de Futbol "Atletico Darina", en faveur publique de l'enfance et adolescence de son état natal.
Dans le milieu politique, a concouru electoralmente comme candidate au Sénat de la République en 2018, et aussi bien que l'unique postulación féminine à la présidence de la mairie de la ville de Pachuca en 2020; candidatures dans lesquelles l'artiste il a entamé officiellement sa je occupe aussi bien qu'activiste des droits de la Femme, l'enfant et l'adolescente; ainsi que gestionadora des droits des animaux et de l'enfance devant les gouvernements locaux et fédéraux.

## Discographie solo
- Mis Exitos en Operacion Triunfo (2002)
- DARINA (2002)
- Hoy como Ayer (2008)
- Libertad (2019)
- Acústico 04'  (2020)